# Lagărul de concentrare Sachsenhausen

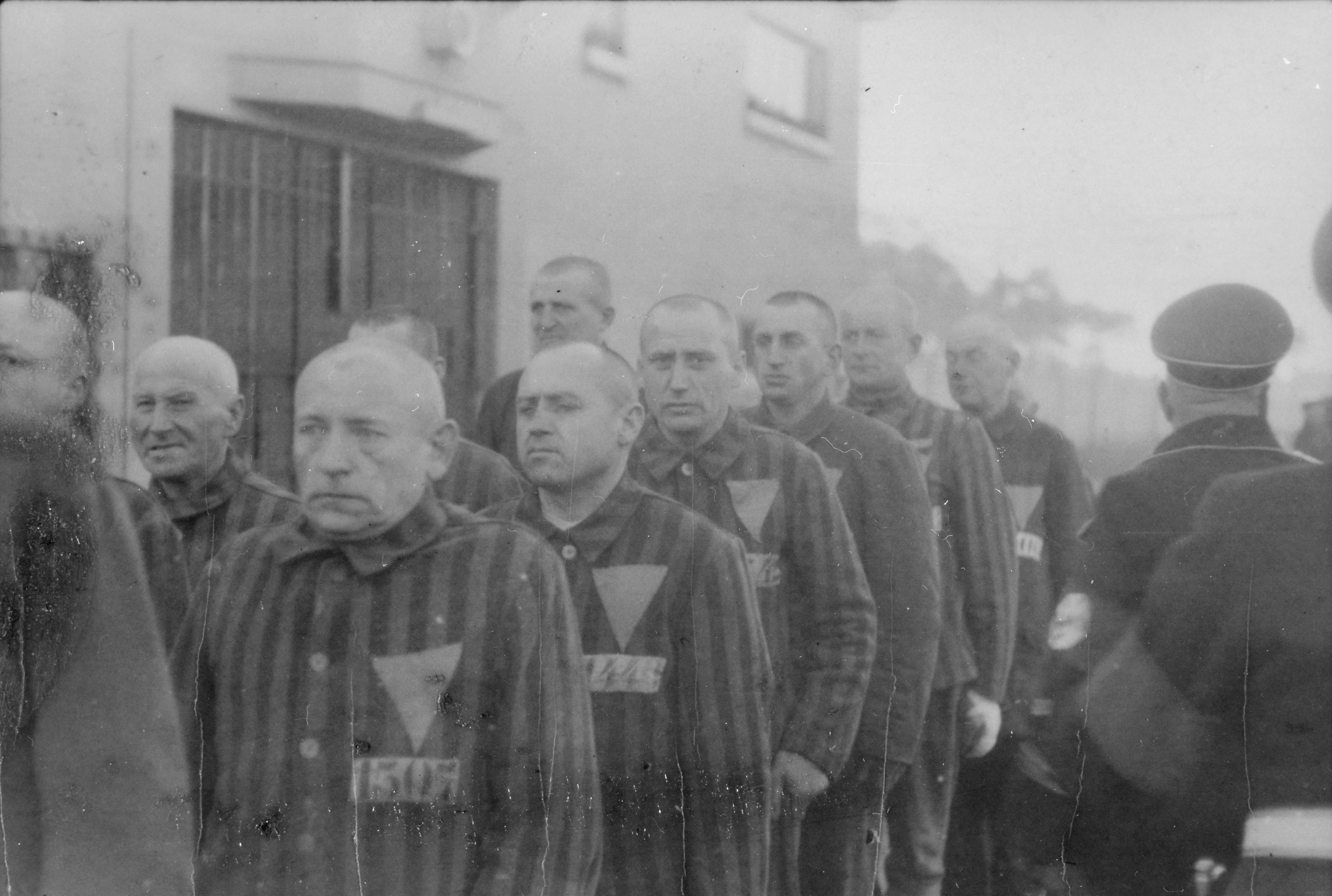
Prizonieri la Sachsenhausen, 19 decembrie 1938. Deținutul # 1307 {Stânga prim-plan} este Friedrich Vobbe {n .8 august 1879 - d. 8 aprilie 1940}.

Sachsenhausen („Casele Saxoniei”, pronunție în germană [zaksənˈhaʊzən]) sau Sachsenhausen-Oranienburg a fost un lagăr de concentrare nazist din Oranienburg, Germania, utilizat în principal pentru deținuții politici din 1936 și până la sfârșitul celui de-al Treilea Reich, în mai 1945. După al Doilea Război Mondial, când Oranienburg s-a aflat în Zona de ocupație sovietică, structura a fost folosită ca NKVD tabără specială până în 1950 (Vezi NKVD tabără specială Nr. 7). Terenul lagărului cu clădirile păstrate este acum deschis pentru public ca muzeu.

## Sachsenhausen în timpul naziștilor
Lagărul a fost înființat în 1936. El era situat la o distanță de 35 km nord de Berlin, ceea ce-i oferea o poziție importantă printre lagărele de concentrare germane: centrul administrativ al tuturor lagărelelor de concentrare se afla în Oranienburg, iar Sachsenhausen a devenit un centru de formare pentru ofițeri Schutzstaffel (SS) (care erau trimiși adesea pentru a supraveghea alte lagăre ulterior). Aici aveau loc puține execuții, comparativ cu alte lagăre, în special ale prizonierilor de război sovietici. În primele etape ale funcționării lagărului, execuțiile aveau loc într-un șanț, fie prin împușcare, fie prin spânzurare. Un grup mare de prizonieri era folosit pentru a lucra la construcția clădirilor din apropiere pentru a satisface viziunea lui Albert Speer de reconstrucție a Berlinului. Sachsenhausen nu a fost inițial conceput ca un lagăr de exterminare — în schimb, uciderea sistematică a fost realizată în lagărele din teritoriile estice. În 1942 un număr mare de deținuți evrei au fost transferați la Auschwitz. Cu toate acestea, construcția unei camere de gazare și a unor cuptoare de către comandantul lagărului Anton Kaindl în martie 1943 a oferit mijloacele de ucidere a unui număr mai mare de prizonieri.

### Comandanții lagărului
- Michael Lippert, iulie 1936 – octombrie 1936
- Karl-Otto Koch, octombrie 1936 – iulie 1937
- Hans Helwig, iulie 1937 – ianuarie 1938
- Hermann Baranowski, februarie 1938 – septembrie 1939
- Walter Eisfeld, 1939-1940
- Hans Loritz, 1940-1942
- Albert Sauer, 1942-1943
- Anton Kaindl, 1943-1945

## Deținuți notabili și victime

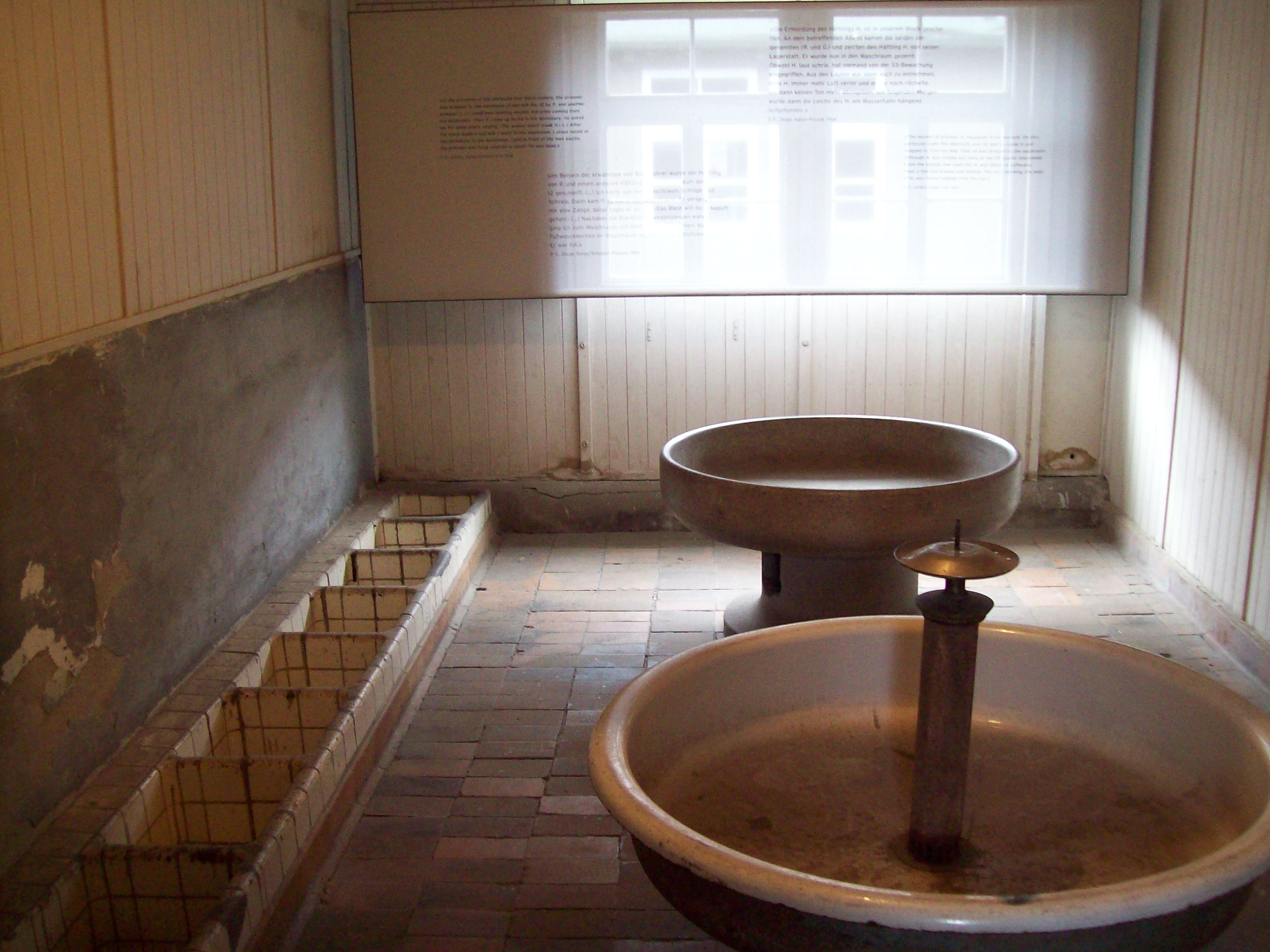
Spălătoria prizonierilor

- Tadeusz Banachiewicz, profesor polonez, astronom, matematician și geodezist. El a fost unul dintre cei 184 de intelectuali polonezi arestați pe 6 noiembrie 1939, în timpul Sonderaktion Krakau, profesori la Universitatea Jagiellonă (UJ), Academia de Știință și Tehnologie AGH, Universitatea de Economie din Cracovia (AE) și altele.
- Căpitanul Sigismund Payne Best și maiorul Richard Henry Stevens, agenți ai serviciilor secrete britanice răpiți în timpul Incidentului de la Venlo, deținuți la Sachsenhausen înainte de a fi transferați în lagărul de concentrare Dachau.
- Trygve Bratteli din Partidul Muncitoresc Norvegian, mai târziu prim-ministru al Norvegiei
- Taras Bulba-Boroveț, Andrii Melnik și Oleh Stuhl (scurte perioade), Stepan Bandera și Iaroslav Stețko, lideri naționaliști ucraineni închiși aici până în septembrie–octombrie 1944
- Francisco Largo Caballero, sindicalist și prim-ministrul spaniol (1937), arestat în Franța, el a petrecut cea mai mare a războiului închis la Sachsenhausen.
- Jack Churchill, deținut la Sachsenhausen, mai târziu transferat în Tirol.
- Peter Churchill, agent britanic al SOE, transferat ulterior în Tirol.
- Leo Clasen, un homosexual supraviețuitor al Holocaustului, care a publicat o relatare a calvarului său în 1954 sub pseudonimul L. D. Classen von Neudegg.
- Locotenent-comandor de aviație Harry Day, locotenenții de aviație James Bertram și Sydney Dowse, piloți RAF, care au evadat în timpul Marii Evadări din Stalag Luft III; au fost trimiși la Sachsenhausen ca pedeapsă, unde, împreună cu Jack Churchill și maiorul Johnnie Dodge, au evadat printr-un tunel construit de James și Dowse în septembrie 1944. Recapturați și ținuți în izolare, au revenit mai târziu în Sonderlager (lagărul special); au fost transferați apoi în Tirol.
- maiorul Johnnie Dodge, ofițer al Armatei Britanice și rudă cu Winston Churchill, care a evadat în timpul Marii Evadări din Stalag Luft III. În februarie 1945, a fost scos din izolare și trimis înapoi în Marea Britanie, prin Elveția, pentru a acționa ca trimis diplomatic pentru negocierea păcii către Guvernul Britanic, care a sosit înainte de Ziua Victoriei.
- Heinrich Düker, susținător politic al rezistenței germane, a supraviețuit
- Iakov Djugașvili, fiul cel mai mare al lui Iosif Stalin, a fost pentru scurt timp întemnițat și a murit acolo în 1943, în circumstanțe neclare.
- Georg Elser, adversar al nazismului, care a încercat să-l omoare pe Adolf Hitler în septembrie 1939; a fost transferat mai târziu în lagărul de concentrare Dachau.
- Heinrich Feisthauer, adversar politic al regimului nazist și supraviețuitor al lagărului de la Sachsenhausen.
- Einar Gerhardsen din Partidul Muncitoresc Norvegian, mai târziu prim-ministru al Norvegiei
- Einar Haarr, din Stavanger, Norvegia, închis în Heinkel, lagărul de concentrare Sachsenhausen[6]
- Hans Grundig, artist german.

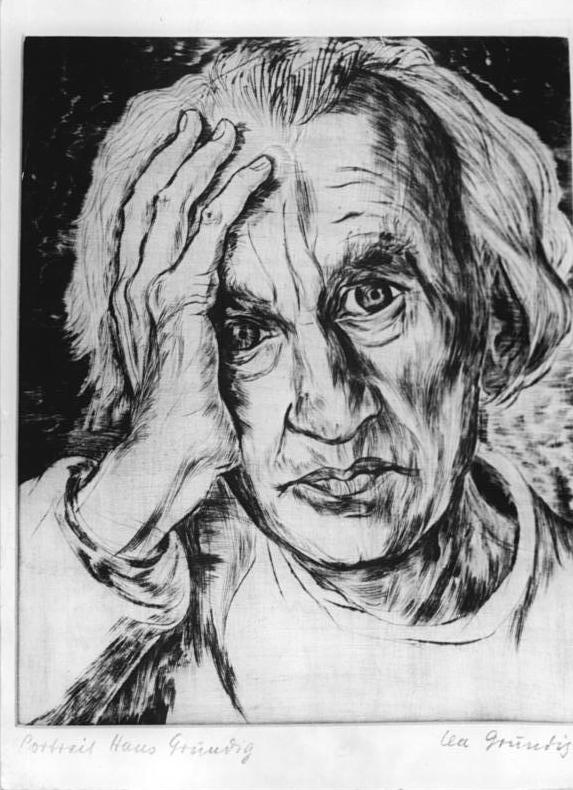
Portretul lui Hans Grundig de Lea Grundig.

- Herschel Grynszpan, cel care l-a asasinat în 7 noiembrie 1938 pe diplomatul german Ernst vom Rath, acțiune ce a servit ca pretext pentru declanșarea Nopții de cristal, din 1940 până când a fost transferat la Magdeburg.
- Bayume Mohamed Husen, un negru din Tanganyika (azi Tanzania), a murit în lagărul din Sachsenhausen[7]
- Dmitri Karbîșev, general al Armatei Roșii și Erou al Uniunii Sovietice post-mortem, deținut aici o scurtă perioadă înainte de a fi transferat în lagărul de concentrare Mauthausen.
- Józef Klukowski, sculptor polonez medaliat în competițiile de artă de la Jocurile Olimpice din 1932.
- Olaf Kullmann, pacifist norvegian închis aici în aprilie 1942  și care a murit aici în luna iulie a aceluiași an.[8]
- Aksel Larsen, lider comunist danez, închis din 1943 până în 1945.
- Julius Leber, politician german SPD, deținut din 1933 până în 1937, a fost declarat un „oponent periculos al regimului”.
- Arthur Löwenstamm, rabinul Sinagogii din Spandau[9]
- Georges Mandel, ministrul teritoriilor de peste mări al Franței, 1942–1943.
- Henry Moskowitz, investitor imobiliar din New York și fondator al companiei imobiliare The Argo Corporation
- Reverendul Martin Niemöller, un critic al nazismului și autor al declarației „First they came ...”.
- Oleh Oljîci, poet ucrainean torturat până la moarte în iunie 1944.
- Arnulf Øverland, poet antifascist norvegian.
- Paul Reynaud, penultimul prim-ministru al Franței de dinaintea înfrângerii Franței de către Germania, 1942–1943.
- Stefan Rowecki, comandant-șef al Armia Krajowa, închis în 1943 și probabil executat aici în 1944.
- Kurt Schuschnigg, penultimul cancelar federal al Austriei înainte de Anschluss
- Fritz Thyssen, om de afaceri german care a emigrat din Germania, închis la Sachsenhausen și apoi transferat la Dachau.
- Madeleine Truel, scriitoare peruviană. Autoare a cărții „The Boy of the Subway”. Membră a Rezistenței Franceze.
- Gottfried Graf von Bismarck-Schönhausen, nepot al lui Otto von Bismarck, un ofițer SS ce a cunoscut pregătirea atentatului din 20 iulie 1944 pentru asasinarea lui Hitler, a fost închis la Sachsenhausen până la eliberarea lagărului de către trupele sovietice.
- Hasso von Boehmer, locotenent-colonel german din Marele Cartier General și participant la atentatul din 20 iulie 1944, deținut temporar în clinica lagărului în 1944. El a fost transferat apoi la Berlin.
- Hans von Dohnányi, jurist german, salvator de evrei și luptător în rezistența împotriva regimului nazist din Germania, 1944 până la executarea sa în aprilie 1945.
- Prežihov Voranc, scriitor și militant comunist sloven închis aici din ianuarie 1943 până la sfârșitul războiului.
- soția și copiii lui Rupprecht, Prinț moștenitor al Bavariei, membri ai familiei Wittelsbach, deținuți din octombrie 1944 până în aprilie 1945, înainte a fi transferați în lagărul de concentrare Dachau.
- Reinhold Wulle, monarhist și fost conducător al Partidului Popular al Națiunii Germane.
- Antonín Zápotocký, secretar general al Partidului Comunist Cehoslovac (ulterior prim-ministru și președinte al Cehoslovaciei), din 1940. El a devenit Kapo, ceea ce l-a ajutat să supraviețuiască războiului.
- Leifur H. Muller, un comerciant islandez care a devenit celebru prin cartea sa de memorii Býr íslendingur hér? de Garðar Sverrisson.
- Intelectuali polonezi arestați în urma Sonderaktion Krakau

Printre cei executați în „Stația Z” au fost
- Comandourile Operațiunii Musketoon.
- August Dickmann, un Martor al lui Iehova german împușcat în public pe 15 septembrie 1939 pentru obiecția de conștiință de a se alătura forțelor armate.[10][11][12]
- John Godwin (ofițer Royal Navy), sublocotenent de marină britanic, care a reușit să-l împuște mortal pe comandantul plutonului său de execuție, pentru care a fost decorat post-mortem și menționat în ordinul de zi.
- William Grover-Williams, campion în competițiile internaționale de automobilism.
- Franz Kaufmann, jurist german, fost secretar-șef al Biroului de Evidență Publică al Reich-ului și conducător al unui grup clandestin ce furniza documente falsificate evreilor ce se ascundeau, inclusiv certificatele de rasă ariană, permise de conducere și cartele de alimente. Arestat în 1943 și executat în 1944.[13]
- Heinrich Koenen, spion NKVD capturat la Berlin, executat în 1945.
- Willi Lehmann, spion NKVD, probabil incinerat în decembrie 1942.
- Józef Wojciech, preot franciscan polonez născut în Ucraina, ucis în 1940, la vârsta de 50 de ani.
- Friedrich Weißler, avocat german activ în mișcarea de rezistență împotriva Național-Socialismului.
- Albert Willimsky, preot romano-catolic german activ în mișcarea de rezistență împotriva Național-Socialismului.
- Stanisław Kubista, preot SVD polonez.
- maiorul Philipp Frank Chamier, ofițer al British Intelligence Corps și agent SOE, a fost torturat și ucis, probabil, la Sachsenhausen sau în lagărul de concentrare Ravensbruck, pentru că nu a divulgat codurile radio care să le permită germanilor să transmită mesaje false Aliaților.

## Lagărul în timpul sovieticilor
În august 1945 Tabăra Specială Sovietică nr. 7 a fost mutată în zona fostului lagăr de concentrare. Funcționari naziști au fost deținuți în lagăr, precum și deținuți politici și deținuți condamnați de Tribunalele Militare Sovietice. În 1948, Sachsenhausen, acum redenumită „Tabără Specială nr. 1”, a fost cea mai mare dintre cele trei tabere speciale din Zona de Ocupație Sovietică. Aici au fost internați 60.000 de oameni în decurs de peste cinci ani, printre care 6.000 de ofițeri germani transferați din taberele Aliaților din vestul Europei. Printre cei deținuți erau funcționari naziști, anticomuniști și colaboratori naziști.
Unul din comandanții lagărului a fost Roman Rudenko, procurorul-șef sovietic în Procesele de la Nürnberg.
Până când tabăra a fost închisă în primăvara anului 1950, cel puțin 12.000 de prizonieri au murit de malnutriție și diferite  boli.
Odată cu căderea comunismului în Germania de Est a fost posibil să se facă săpături în fostele lagăre. La Sachsenhausen au fost descoperite corpurile a 12.500 de victime, majoritatea copii, adolescenți și persoane în vârstă.